# Lepus oiostolus
Lepus oiostolus (tên tiếng Anh: Woolly hare) là một loài động vật có vú trong họ Leporidae, bộ Thỏ. Loài này được Hodgson mô tả năm 1840.

## Hình ảnh

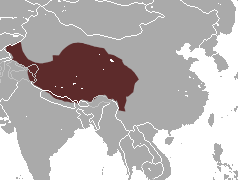